# 브래니건호
브래니건호(Branigan Lake)는 미국 캘리포니아주 투올러미군에 소재하고 있는 호수로, 요세미티 국립공원 안에 위치한다. 그러나 이 호수의 이름은 1890년대 당시 군대의 주축 멤버의 이름을 의미하여 이를 바탕으로 작명하게 되었던 것에서 기원하였다.